# Jason McCaslin
Jason McCaslin, más conocido como «Cone» (Toronto, Ontario, 3 de septiembre de 1980), toca el bajo y realiza los coros en la banda de rock canadiense Sum 41, a la que se unió como último miembro en febrero de 1999, reemplazando a Mark Spicoluk. Sum 41 firmó con Island Records meses después de que él se uniera a la banda.
McCaslin tocó por primera vez el bajo a los 14 años cuando se unió a una banda de grunge, llamada «Second Opinion», con el baterista de Avril Lavigne, Matt Brann y otros vecinos en su escuela. Todos habían escogido un instrumento y como el bajo era el que quedaba tuvo que aprender a tocarlo. Antes de unirse a Sum 41 fue acomodador en una obra de teatro y adquirió el apodo «Cone», que se lo puso Deryck Whibley debido a que en la escuela secundaria el frecuentemente comía helados en cono en el almuerzo.

## The Operation M.D.
Cone ha comenzó un proyecto llamado The Operation M.D. con Todd Morse en 2002, pero han comenzado a trabajar recientemente. The Operation M.D. lanzó su primer álbum el 20 de febrero de 2007 por Aquarius Records, su apodo en esa banda es Dr. Dynamite (Dr. Dinamita). McCaslin en la banda canta, toca el teclado y el bajo.

## Discografía
Sum 41
- 2001: All Killer No Filler
- 2002: Does This Look Infected?
- 2004: Chuck
- 2007: Underclass Hero
- 2011: Screaming Bloody Murder
- 2016: 13 Voices
- 2019: Order In Decline
- 2024: Heaven :x: Hell

The Operation M.D.
- 2007: We Have an Emergency
- 2010: Birds + Bee Stings

## Filmografía
- 2005: Dirty Love